# Sološnica
Sološnica é um município da Eslováquia, situado no distrito de Malacky, na região de Bratislava. Tem 37,77 km² de área e sua população em 2019 foi estimada em 1587 habitantes.

## Demografia
| Ano:        | 1994 | 2004   | 2014   | 2024   |
| ----------- | ---- | ------ | ------ | ------ |
| Broj ljudi: | 1460 | 1504   | 1552   | 1662   |
| Razlika:    |      | +3,01% | +3,19% | +7,08% |

| Ano:               | 2023 | 2024   |
| ------------------ | ---- | ------ |
| Número de pessoas: | 1653 | 1662   |
| Diferença:         |      | +0,54% |